# シュトラールズント (軽巡洋艦)
| 就役時の「シュトラールズント」 | |
| 艦歴                           | |
| 発注                           | A.G.ウエーザー社ブレーメン造船所 |
| 起工                           | 1910年 |
| 進水                           | 1911年11月 |
| 就役                           | ドイツ海軍：1912年12月10日 フランス海軍：1920年8月3日 |
| 退役                           | 1920年3月10日除籍 |
| その後                         | 1920年にフランス海軍へ引渡し、改名後1933年までフランス海軍で使用。1935年に解体処分。 |
| 性能諸元                       | |
| 排水量                         | 常備：4,570トン 満載：-トン |
| 全長                           | 138.7m 136.0m(水線長) |
| 全幅                           | 13.5m |
| 吃水                           | 4.46m（前部） 5.10m（後部） |
| 機関                           | 海軍型シュルツ・ソーニクロフト式石炭専焼水管缶16基 +海軍型改パーソンズ式低速・高速型直結タービン3組3軸推進 （1916年：海軍型シュルツ・ソーニクロフト式石炭専焼水管缶10基&同重油専焼水管缶2基 +海軍型改パーソンズ式低速・高速型直結タービン2基2軸推進） |
| 最大 出力                      | 35,515hp （1916年：25,000hp） |
| 最大 速力                      | 28.2ノット （1916年：27.5ノット） |
| 航続 距離                      | 12ノット/5,820海里 （1916年：11ノット/4,466海里） |
| 燃料                           | 石炭：450トン（計画）、1,200トン（満載） （1920年に石炭1,276トン、重油：500トン） |
| 乗員                           | 354名 （1920年：420名） |
| 兵装                           | クルップ 1907年型 10.5cm（45口径）単装速射砲12基 50cm水中魚雷発射管単装2基 機雷120個 （1925年： クルップ 1908年型 15cm（45口径）単装速射砲8基 カネー 1922年型 7.5cm（50口径）単装高角砲4基 口径不明機銃4丁 50cm単装水上魚雷発射管4基 機雷120個）      |
| 装甲                           | 舷側：18～60mm 甲板：20mm（平坦部）、40mm（傾斜部） 主砲防盾：50mm（最厚部） 司令塔：100mm（側盾）、18mm（天蓋） |

シュトラールズント (ドイツ語:SMS Stralsund) は、1912年に就役したドイツ海軍の小型巡洋艦（Kleiner Kreuzer）マクデブルク級の1隻である。本艦は第一次世界大戦後にフランスへの賠償艦に指定され、1920年からはフランス海軍所属となり、ミュルーズ (フランス語:Mulhouse) と改名された。

## 概要
本艦はドイツ海軍の1908-1909年計画で整備された小型巡洋艦で、ブッサルト級小型巡洋艦「コルモラン」の代艦として建造された。ドイツ海軍の技術革新の時代であったため、本級4隻は同型艦でありながら個艦ごとに兵装や機関などが異なっており、本艦もそれに倣った。

## 艦形

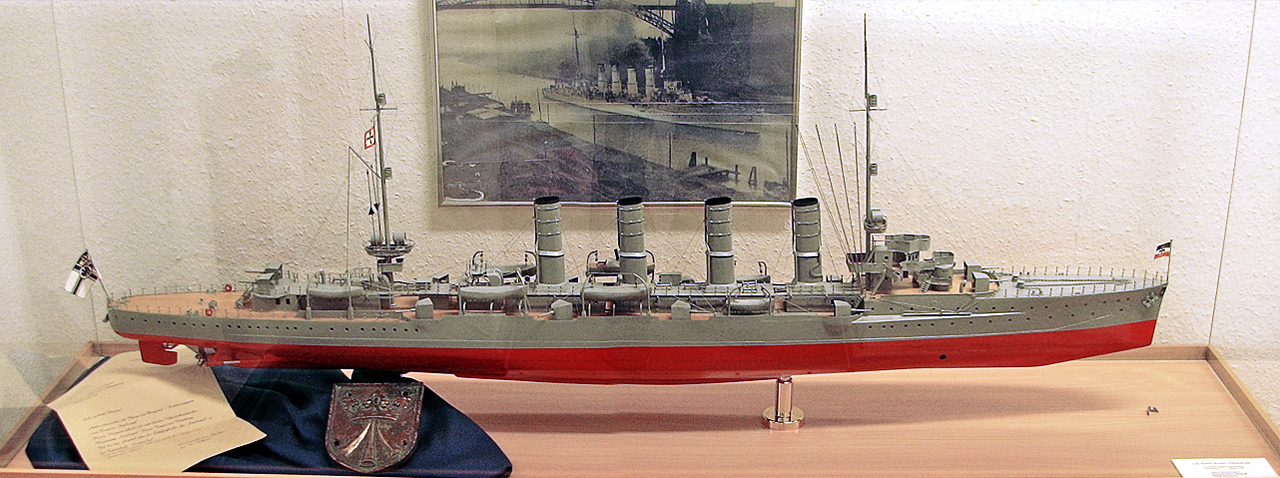
「シュトラールズント」の模型。

本艦の船体形状は乾舷の高い短船首楼型船体で外洋での凌波性は良好であった。
やや傾斜した艦首から主砲として防盾付きの「10.5cm（45口径）速射砲」を防盾の付いた単装砲架で並列に2基、前部に司令塔を組み込んだ2層式の箱型艦橋を基部として簡素な単脚式の前部マストが立つ。マストの頂上部に見張り所が設けられ、中段部に探照灯が並列配置で1基ずつ配置された。船体中央部に等間隔に4本の煙突が立ち、その周囲は艦載艇置き場となっており、2本1組のボート・ダビッドが片舷4組ずつ計8組で運用された。舷側甲板上には等間隔に3番～10番10.5cm速射砲が単装砲架で片舷4基ずつ配置されていた。4番煙突の背後に見張り所が設けられ、それを基部として単脚式の後檣が立ち、中段に探照灯台が設けられ前後に1基ずつ配置された。艦尾甲板上には艦首と同じく10.5cm速射砲が後ろ向きに並列配置で2基ずつ配置されていた。
就役後の1916年6月にキール造船所にて「シュトラールズント」「シュトラスブルク」は主砲をイギリス海軍の軽巡洋艦と同等の「15cm（45口径）速射砲」に更新され単装砲架で8基を装備し、対空火器として「8.8cm（45口径）単装高角砲」を舷側甲板上に片舷1基ずつ計2基を追加した。50cm魚雷発射管も水中式から甲板上に旋回式の単装発射管2門に更新された。1920年にフランス海軍で運用後は高角砲は「Model 1922 7.5cm（50口径）高角砲」に更新され片舷2基ずつ計4基を配置した。

## 艦歴
1910年4月に起工、1911年11月に進水、1912年に竣工後、ドイツ帝国海軍の高海艦隊の偵察部隊に所属。
ドイツ帝国の第一次世界大戦の敗戦により、1919年に武装解除されたシュトラールズントはフランスへの賠償艦に指定されて1920年3月10日にドイツ海軍を除籍されてシェルブールで引き渡された。同年8月からフランス海軍にて軽巡洋艦「ミュルーズ」としてブレストで就役した。トルコ革命時の1922年から1923年まで「メース」「ストラスブール」と共にトルコ沿岸の警備に就いた。1925年からモロッコ沿岸で哨戒任務にあたり、1928年8月から大西洋艦隊に移籍されてブレストを母港とした。1933年2月に除籍され、1935年に売却処分された。その船体はドイツ軍鹵獲後にUボートの宿泊船として使われ、1944年にUボート出入り口の通路妨害用に自沈処分された。

## 参考図書
- 「世界の艦船 増刊第50集 フランス巡洋艦史」（海人社）
- 「世界の艦船増刊　ドイツ巡洋艦史」(海人社)
- 「世界の艦船 1986年1月増刊号 近代巡洋艦史」（海人社）
- 「世界の艦船 2010年1月増刊号 近代巡洋艦史」（海人社）
- 「Conway All The World's Fightingships 1860-1905」（Conway）
- 「Conway All The World's Fightingships 1906-1922」（Conway）